# Cuentepec
Cuentepec ist ein Dorf mit etwa 4000 Einwohnern in der Gemeinde Temixco im mexikanischen Bundesstaat Morelos. Es gilt als eins der ursprünglichsten Dörfer des Bundesstaats.

## Lage und Klima
Der Ort Cuentepec liegt am Río Tembembe etwa 35 km (Fahrtstrecke) südwestlich von Cuernavaca bzw. ca. 10 km nördlich der archäologischen Stätte von Xochicalco. Das vom etwa 150 km (Luftlinie) entfernten Pazifik beeinflusste Klima ist mild, im Sommer auch schwül; Regen (ca. 1300 mm/Jahr) fällt nahezu ausschließlich im Sommerhalbjahr.

## Bevölkerung
| Jahr      | 2000 | 2010 | 2020 |
| Einwohner | 3105 | 3371 | 4001 |

Der überwiegende Teil der zumeist zugewanderten Bevölkerung ist indianischer Abstammung; gesprochen wird neben Nahuatl auch Spanisch.

## Wirtschaft
Die Menschen des Ortes leben – z. T. als Selbstversorger – von der Landwirtschaft.

## Geschichte
Bereits in vorspanischer Zeit war der Ort besiedelt. Bereits kurze Zeit nach der Eroberung des Aztekenreichs (1519–1521) kamen spanische Missionare in die Gegend. Ganz allmählich wurde der Ort christianisiert.

## Sehenswürdigkeiten
- Die kleine Kirche des Ortes wurde – vielleicht noch im 16. oder 17. Jahrhundert – von Indios erbaut.
- Aus vorspanischer Zeit sind einige undekorierte Keramiken erhalten. Sie befinden sich im Palacio Cortés in Cuernavaca.

Umgebung
- Die Cascada Acatzingo ist nur wenige Kilometer vom Ort entfernt.